# Norra Åkarps kyrka
Norra Åkarps kyrka är en kyrkobyggnad i västra delen av Bjärnum. Den är församlingskyrka i Norra Åkarps församling i Lunds stift.

## Kyrkobyggnaden
Nuvarande kyrka ritades av professor Johan Adolf Hawerman och uppfördes på 1880-talet. Den invigdes söndagen den 23 juli 1882. Den har ett korskrönt torn i väster och en halvrund absid i öster. Den är murad av vitputsad gråsten. Kyrkan fick även värmeledning insatt 1883 samtidigt som också kyrkogården utvidgades. Vid kyrkan uppfördes ett skolhus och anlades en skolträdgård 1884. Kyrkoherden P. Wolin var den som såg till att mycket blev gjort.
Norra Åkarps gamla kyrka från 1100-talet revs i  samband med att den nuvarande kyrkan byggdes.

## Inventarier
- Predikstolen kom till när nuvarande kyrka byggdes. Under baldakinen finns en duva som är tillskuren av bildhuggare Bror Green i Bjärnum.
- Altartavlan är ett verk av Hugo Gehlin i Helsingborg och tillkom vid renoveringen 1930 då altaret byggdes om. Från början pryddes altaret av ett stort träkors.
- På altaret står två stora ljusstakar. Dessa tillhör kyrkans äldsta inventarier och stod även på altaret i gamla kyrkan.
- I kyrkan finns en dopfunt i ek som har skulpterats av bildhuggare Henry Olsén i Bjärnum 1955. Skulpturerna har motiv från Jesu barndomshistoria. Dopskålen av silver förfärdigades 1756 av guldsmeden Peter Gadd i Kristianstad.
- På norra långsidan hänger ett epitafium från 1699 över kyrkoherde Hans Jöransson Feuk och hans familj.
- I kyrkans vapenhus står en kyrkklocka från 1400-talet. Klockan skadades vid en själaringning 1928. I kyrktornet hänger två klockor från 1881 och 1928.
- Några inventarier är bevarade från den ursprungliga kyrkan, bland annat en brudpäll med stänger, en offerkista och fattigstock. Alla dessa finns numera i Bjärnums museum.

### Orgel
- 1884 byggde Carl Elfström, Ljungby en orgel med 12 stämmor. Den blev invigd 17 augusti 1884.[3]
- Den nuvarande orgeln byggdes 1973 av A. Mårtenssons Orgelfabrik AB, Lund och är en mekanisk orgel. Fasaden är från 1884 års orgel.

| Huvudverk I     | Svällverk II      | Pedal        | Koppel |
| Principal 8'    | Trägedackt 8´     | Subbas 16´   | I/P    |
| Rörflöjt 8'     | Spetsgamba 8'     | Principal 8´ | II/P   |
| Oktava 4'       | Rörflöjt 4'       | Rörpommer 4' | II/I   |
| Spetsflöjt 4'   | Principal 2'      | Nachthorn 2' |        |
| Kvint 2 2/3'    | Spetskvint 1 1/3' | Fagott 16'   |        |
| Waldflöjt 2'    | Scharf 3 chor     | Skalmeja 4'  |        |
| Ters 1 3/5'     | Vox humana 8'     |              |        |
| Mixtur 4-5 chor | Tremulant         |              |        |
| Trumpet 8'      | Crescendosvällare |              |        |

## Galleri

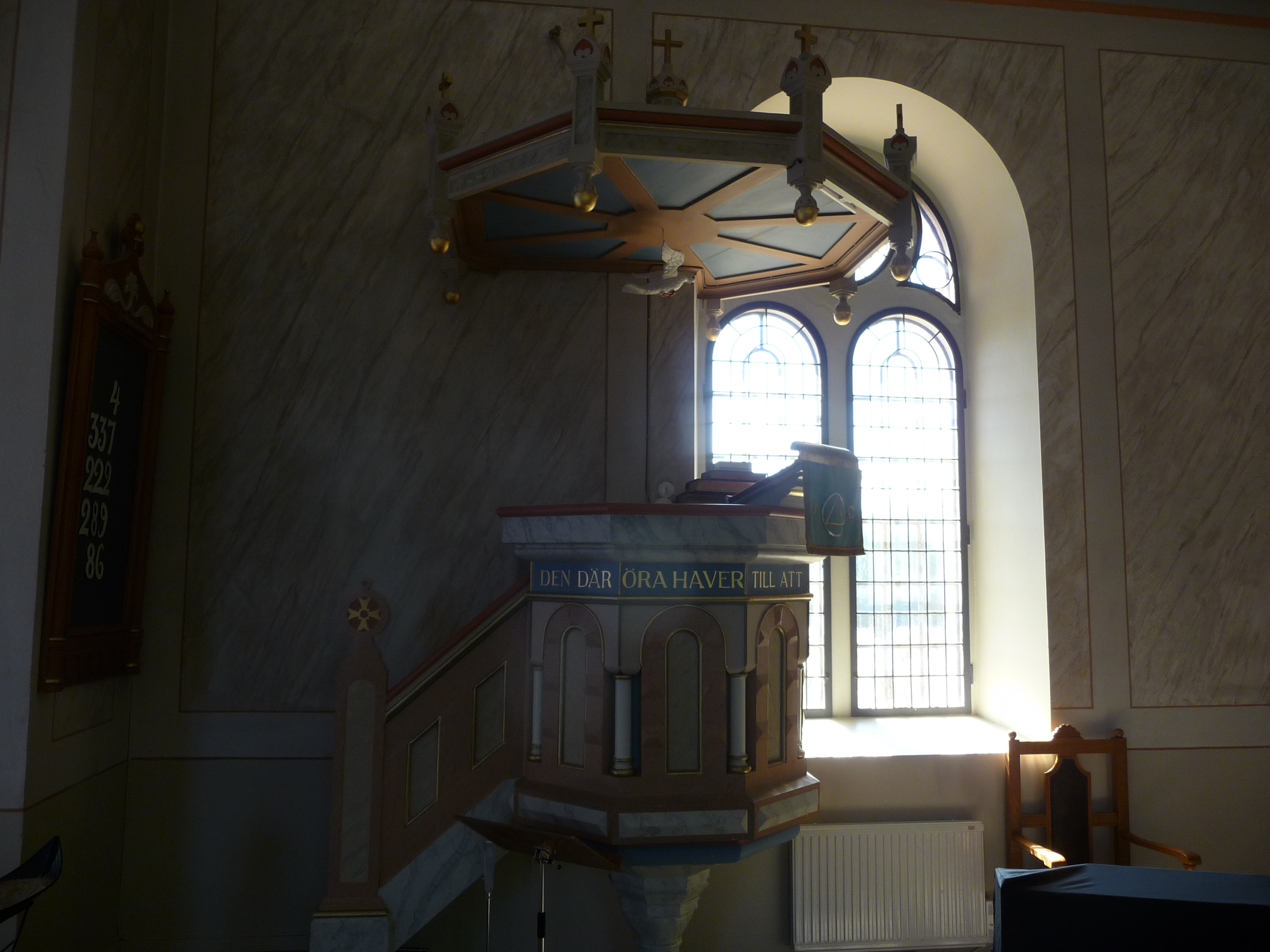
Predikstolen
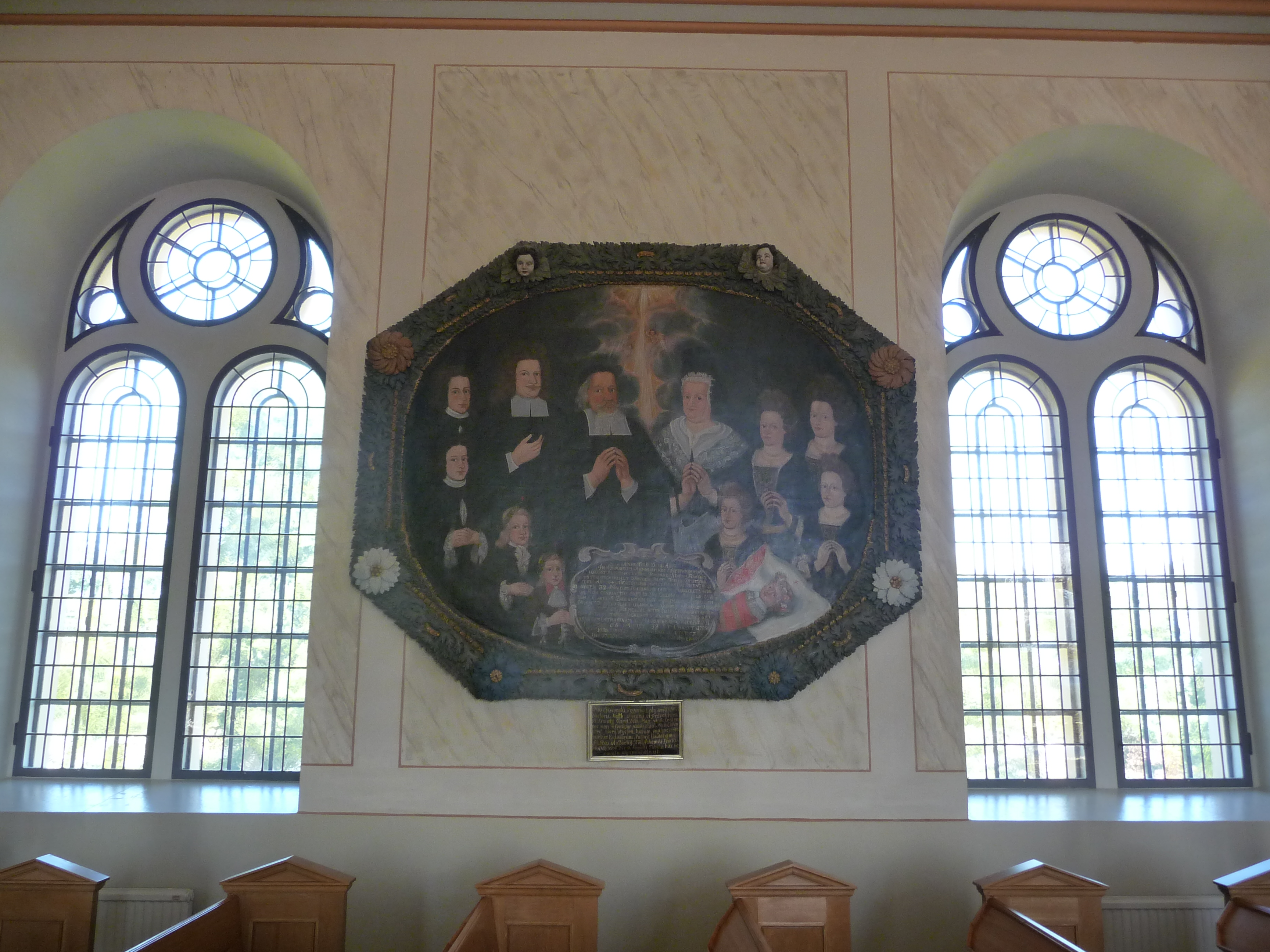
Epitafium
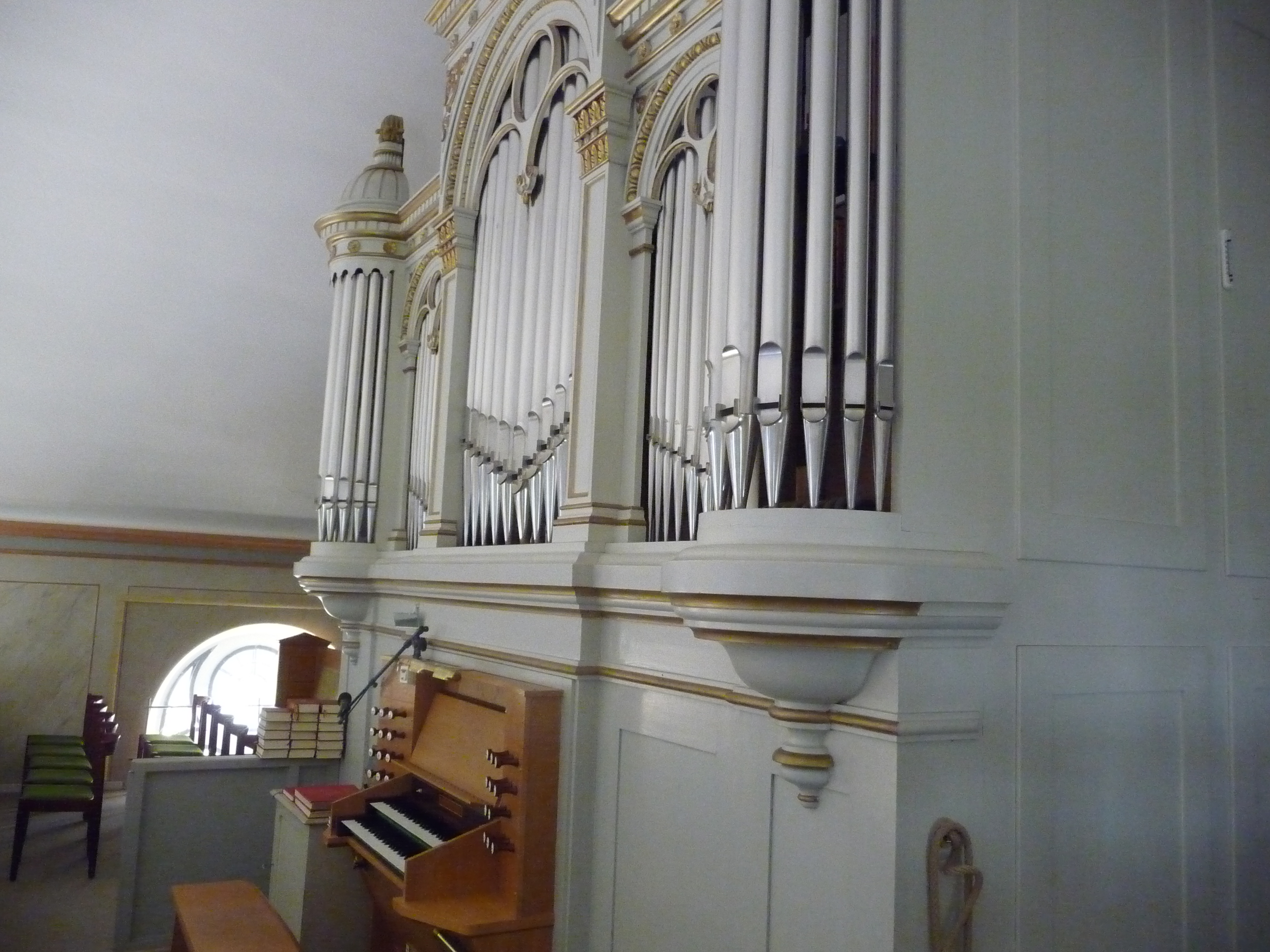
Orgeln
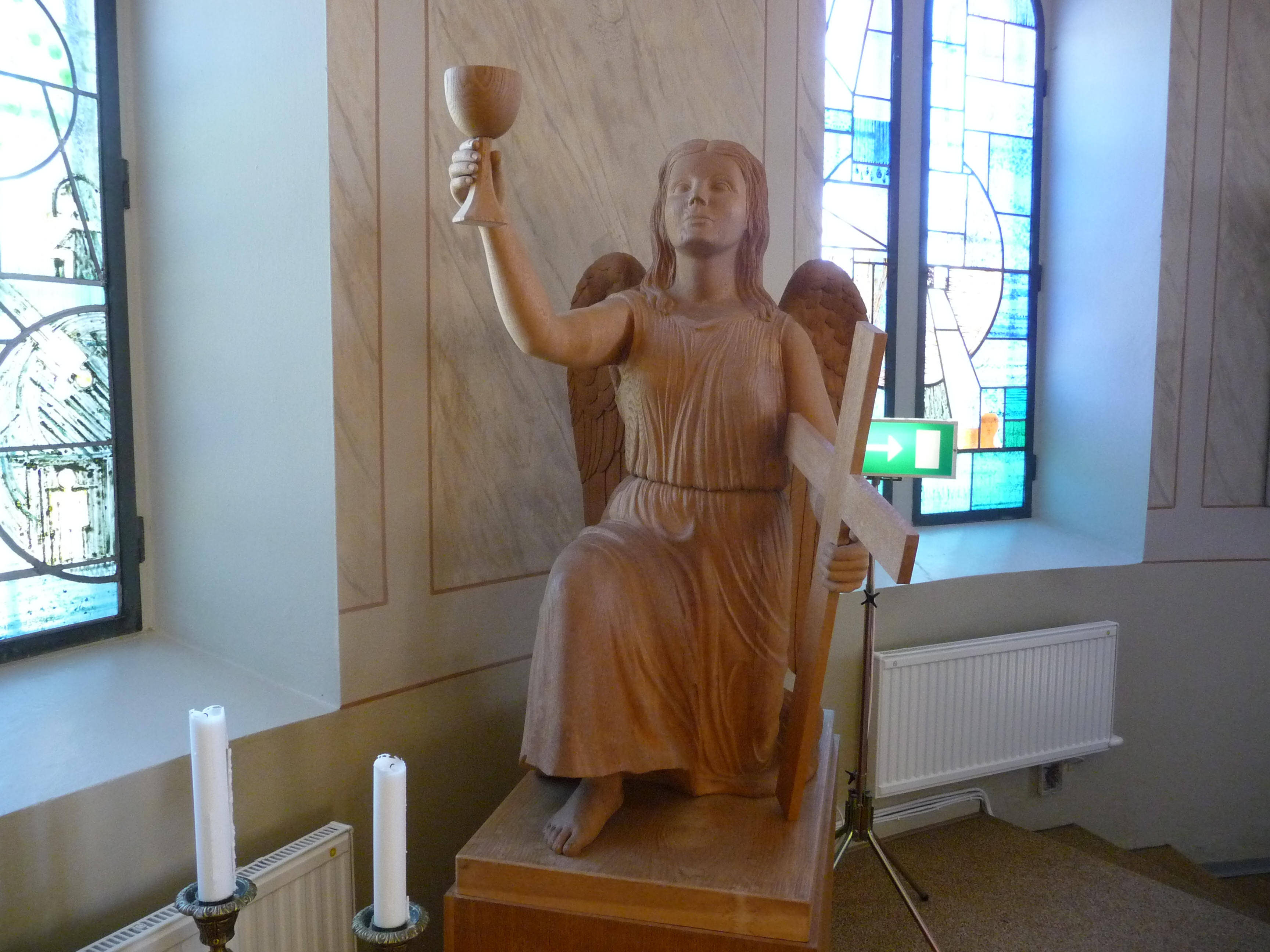
Träskulptur
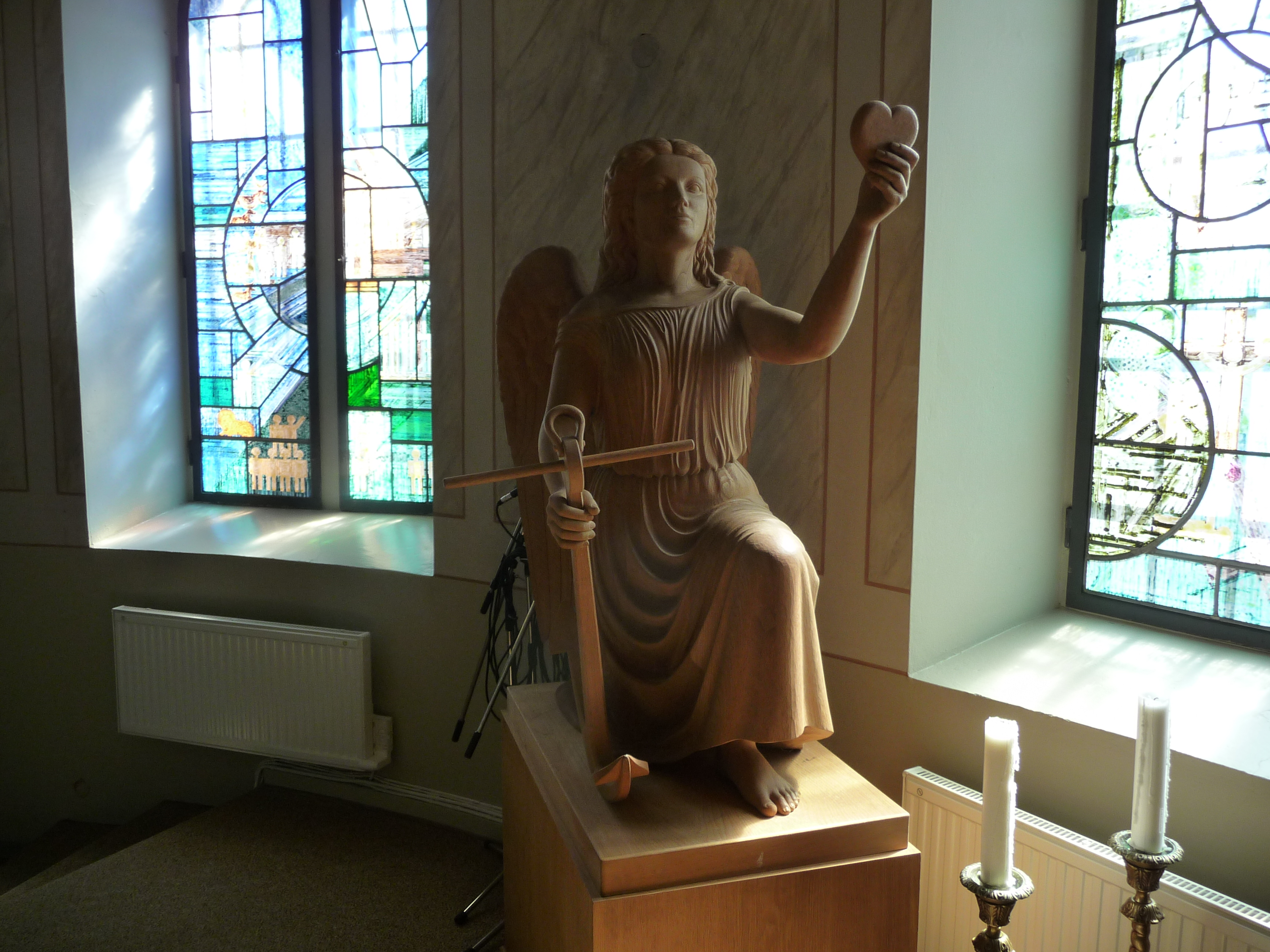
Träskulptur
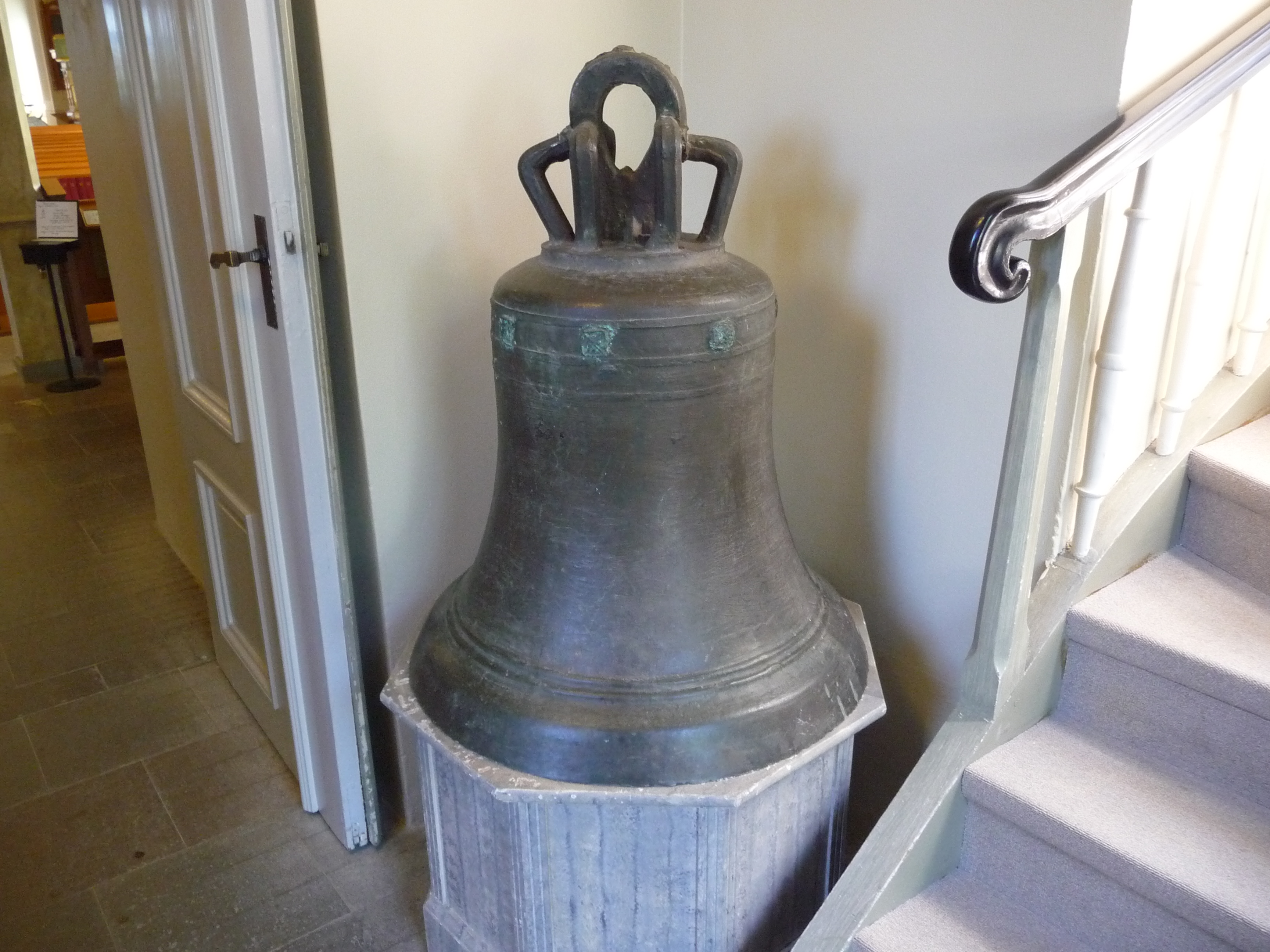
Kyrkklockan i vapenhuset
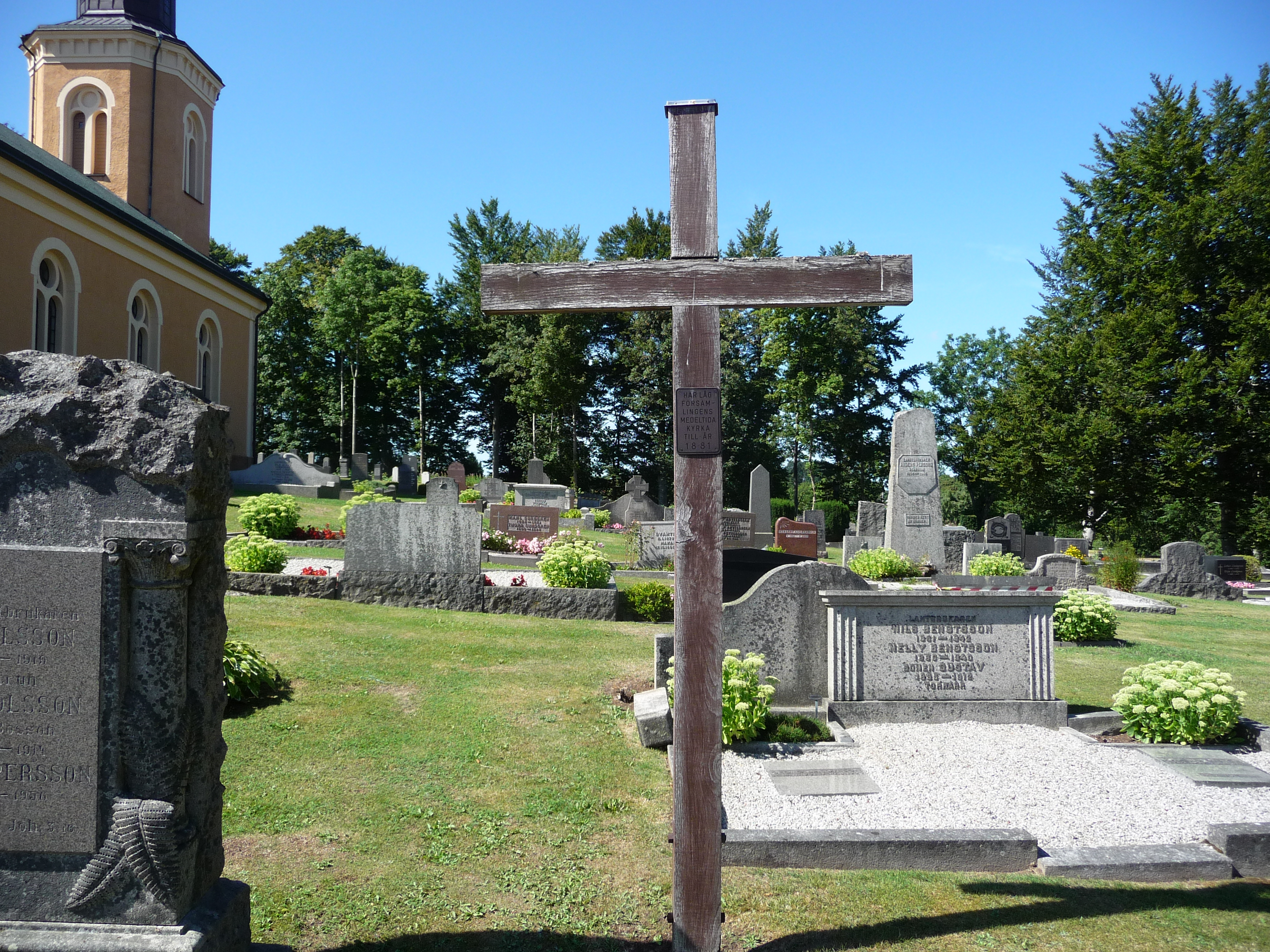
Träkors där den gamla kyrkan stod